# Reunionskrieg (1683–1684)
Courtrai – Oudenaarde – Luxemburg –  Ter – Genua – Gerona – Cadaqués – Elba
Devolutionskrieg – Holländischer Krieg – Reunionskrieg – Pfälzischer Erbfolgekrieg – Spanischer Erbfolgekrieg
Der Reunionskrieg von 1683 bis 1684 war Teil der Reunionspolitik von Ludwig XIV. Der weitgehend vergessene Konflikt wird teilweise als kürzester und erfolgreichster Krieg Ludwigs XIV. bezeichnet. Direkt daran beteiligt waren Frankreich auf der einen Seite und das von den Niederlanden auf der anderen Seite unterstützte Spanien. Indirekt beteiligt war das Heilige Römische Reich. Das wichtigste Ereignis war die Belagerung und Eroberung von Luxemburg. Der Krieg endete mit dem Regensburger Stillstand. In diesem wurden dem französischen König seine Erwerbungen der letzten Jahrzehnte für eine Dauer von zwanzig Jahren von Kaiser und Reich anerkannt.

## Vorgeschichte
Ludwig XIV. betrieb mit der Reunionspolitik eine Politik der Expansion, die nicht zuletzt auch auf die Gewinnung von Reichsterritorien abzielte. Ohne größere Gegenwehr konnte Frankreich wichtige Gebiete und strategisch wichtige Städte in Besitz nehmen. Dabei kam der Einnahme Straßburgs 1681 eine besonders wichtige Rolle zu. Zur Sicherung der erworbenen Gebiete ließ Ludwig XIV. die Festung Saarlouis anlegen. Außerdem wurden Landau, Pfalzburg und Hüningen befestigt.

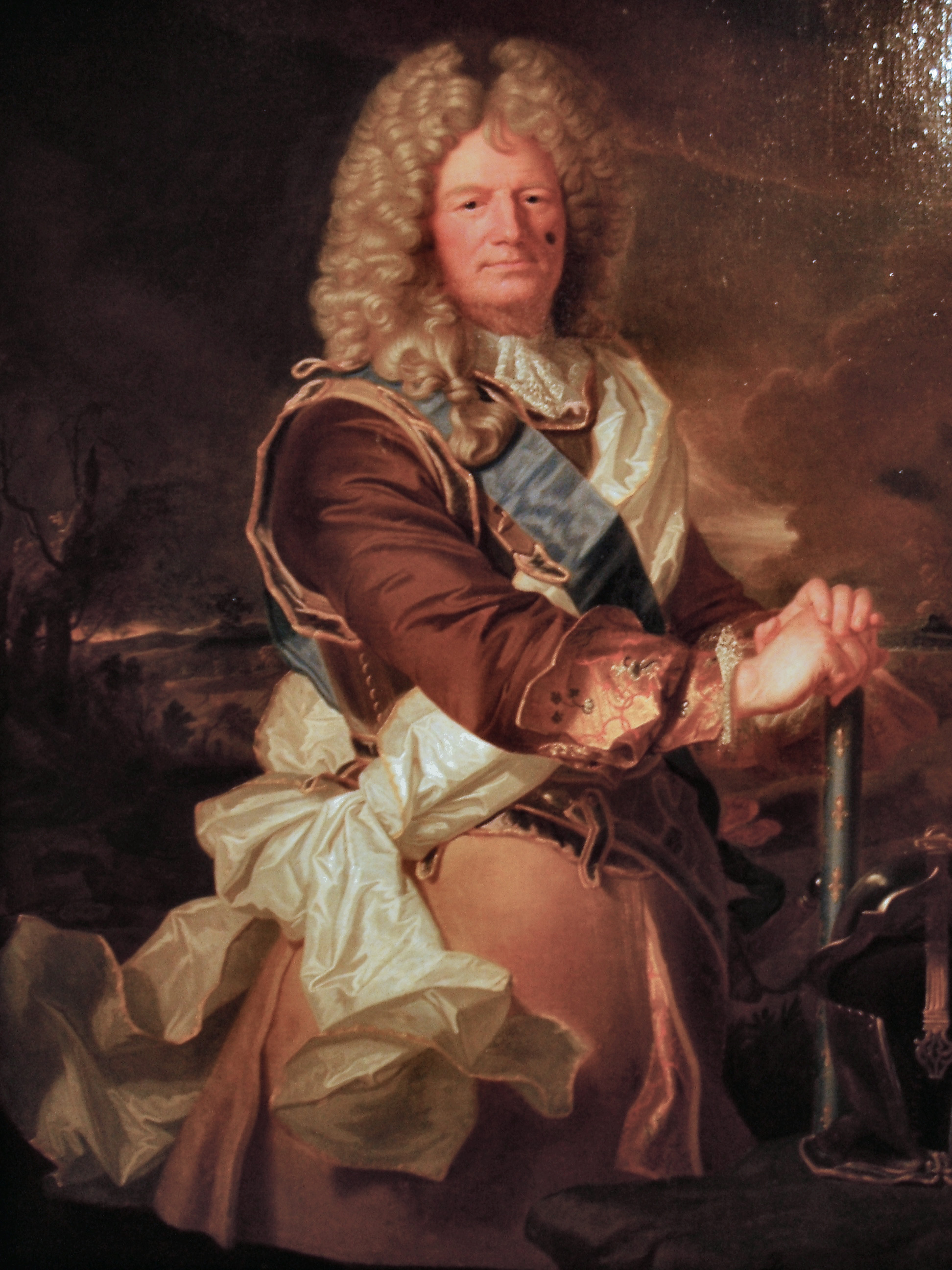
Sébastien Le Prestre de Vauban

Ein weiteres Hauptziel war es, Luxemburg zu gewinnen, das zwar von Spanien verwaltet wurde, aber offiziell weiter zum Reich gehörte. Die Stadt Luxemburg erschien Sébastien Le Prestre de Vauban als Festung zur Verteidigung Frankreichs als strategisch zentral. Seit 1681 wurde die Stadt belagert, ehe die Franzosen die Belagerung im März 1682 aufhoben. Am Ziel, die Stadt zu gewinnen, hielt Ludwig XIV. allerdings fest.
Nach vergeblichen Verhandlungen zwischen Frankreich und dem Reich, die bis Ende 1682 andauerten, setzte sich Kaiser Leopold I. gegen die mit den Franzosen verbündeten Brandenburger und ihre rheinischen Verbündeten durch, die Reunionen notfalls auch militärisch rückgängig zu machen, um die im Westfälischen Frieden und dem Friede von Nimwegen definierten Besitzstände wieder zu gewinnen. Zwischen Kaiser, den Niederlanden, Schweden und Spanien wurde 1683 in Den Haag ein Bündnis geschlossen. Im Reich kam es zu weiteren Bündnissen von Reichskreisen und Reichsständen in der Laxenburger Allianz. Die Planungen für einen Krieg gegen Frankreich waren weit gediehen, als der Große Türkenkrieg ausbrach und in dessen Verlauf Wien belagert wurde. Dadurch waren die Kräfte von Kaiser und Reich im Osten gebunden.
Der kaiserliche Sieg bei der Belagerung von Wien im September 1683 drohte dann das Mächtegleichgewicht zu Gunsten des Kaisers zu verschieben. Ludwig reagierte darauf, indem er Druck auf Spanien als den inzwischen schwächeren Nachbarstaat ausübte.

## Verlauf

### Feldzug 1683
Im Herbst 1683 drohte Ludwig XIV., dass die Spanischen Niederlande eine französische Armee von 35.000 Mann zu unterhalten hätten, und ließ von der Bevölkerung hohe Kontributionen eintreiben. Dies veranlasste Spanien und die Niederlande zu einem Bündnis. Am 26. Oktober erklärte Spanien Frankreich offiziell den Krieg.

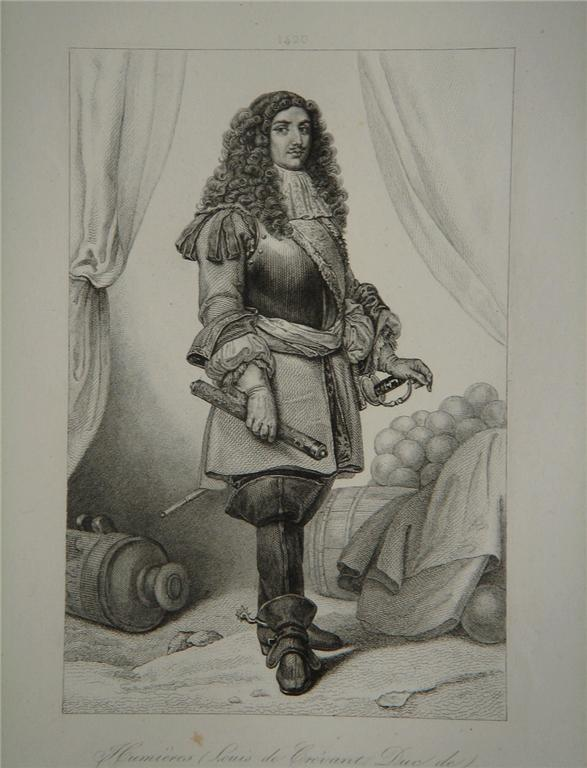
Louis de Crévant, Herzog von Humières, französischer Befehlshaber in Flandern

Frankreich versuchte durch verschiedene Zugeständnisse vergeblich, die Niederlande von der Teilnahme am Krieg abzuhalten. Die Niederlande gingen nicht darauf ein und schickten eine kleine Armee von 10.000 Mann zur Unterstützung der Spanier. Allerdings wollte Wilhelm III. deutlich energischer gegen Ludwig XIV. vorgehen, stieß damit aber auf den Widerstand der reichen Stadt Amsterdam.
Hilfe aus dem Heiligen Römischen Reich insbesondere den österreichischen Ländern kam nicht, da der Krieg gegen die Türken alle Kräfte band.
Ludwig XIV. entsandte starke Kräfte unter Louis de Crévant, duc d’Humières nach Flandern als dem Hauptkriegsschauplatz, während das französische Engagement an den Pyrenäen deutlich geringer war. Der Krieg auf dem nördlichen Kriegsschauplatz wurde brutal geführt. Er war begleitet von Zerstörungen, dem Abbrennen von Feldern, dem Eintreiben hoher Kontributionen und anderen Verheerungen. Das brutale Vorgehen sollte die öffentliche Meinung beeinflussen, und die Bevölkerung sollte dazu veranlasst werden, Druck auf die spanischen Herren auszuüben, um damit den Krieg zu beschleunigen. Ludwig XIV. befahl seinem Marschall de Humières: „Ich gebe Ihnen Befehl, fünfzig Häuser oder Dörfer in Brand zu stecken, für nur eines, wenn ihm dies in meinen Landen geschehen sollte.“ Mörser wurden wie bei der Beschießung von Mons als eine Art Terrorwaffe eingesetzt. Die eigenen Truppen blieben ungefährdet, während die Bombardierungen, gegen die es keine Abwehr gab, in den Städten große Verwüstungen anrichteten.
Die spanischen Streitkräfte unter dem Statthalter Otto de Grana waren schwach und konnten von der französischen Armee ohne größere Mühe in Schach gehalten werden. Noch im Jahr 1683 belagerten die Franzosen erfolgreich Courtrai und Diksmuide. Oudenarde wurde bombardiert und die Stadt dabei in Brand geschossen.
Allerdings war Ludwig XIV. bestrebt, den Krieg zu begrenzen. Er hatte bereits am 5. November bei Herausgabe Luxemburgs und weiterer Gebiete Spanien Verständigung angeboten, im Gegenzug würde er auf alle Ansprüche in Flandern verzichten. Am 17. Februar bot er Spanien einen auf zwanzig Jahre begrenzten Waffenstillstand an. Dasselbe Angebot hatte er bereits im Juli 1683 dem Kaiser gemacht. Weder Spanien noch die Niederlande gingen auf dieses Angebot ein, daher ging der Krieg weiter.

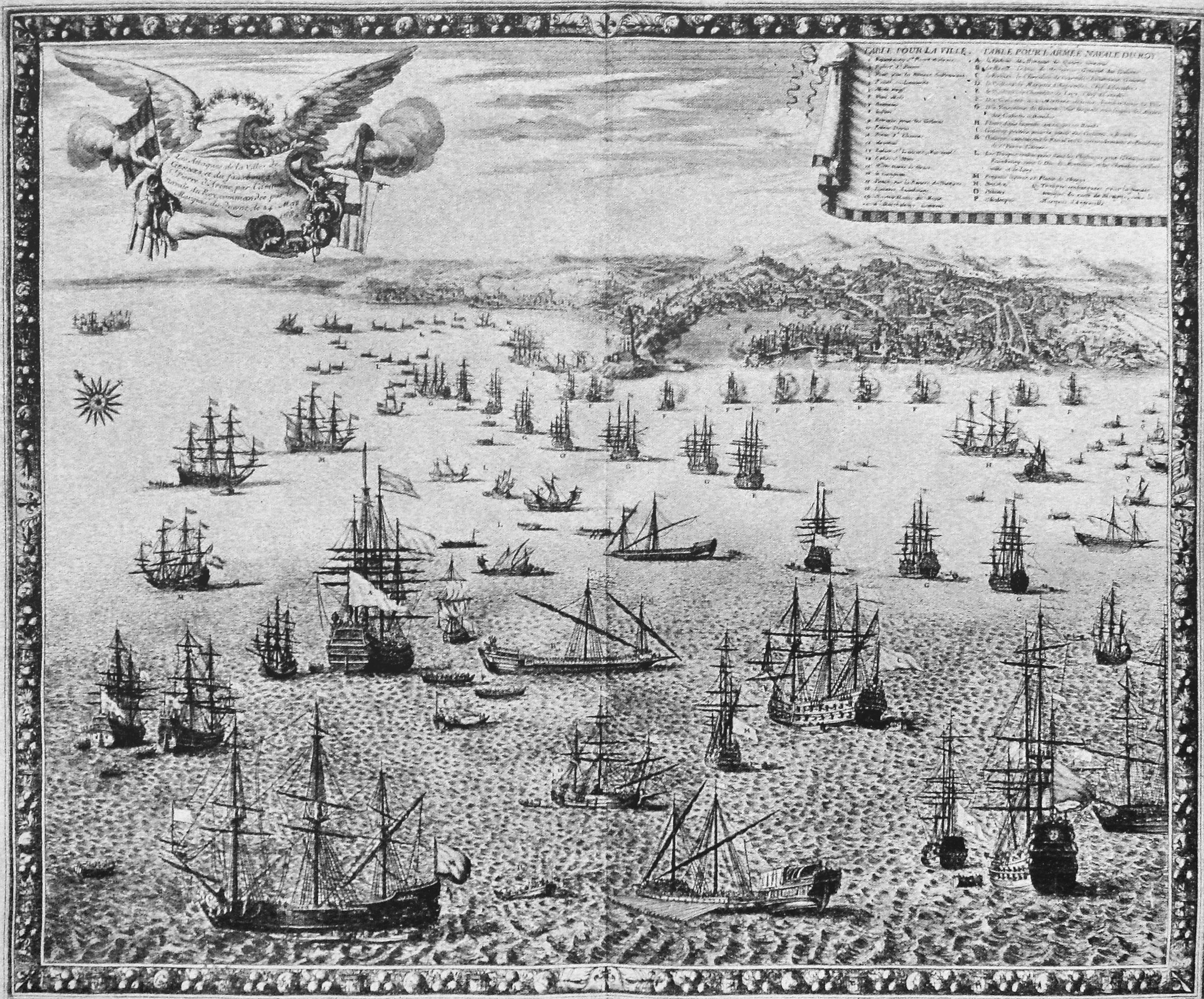
Bombardierung von Genua

Im Dezember 1683 wurde Luxemburg bombardiert und durch Vauban vergeblich belagert. Die Gegend um Brügge wurde geplündert. Auch eine Vorstadt von Brüssel wurde in Brand gesteckt.

### Feldzug 1684
Während des Feldzuges von 1684 marschierten zwei französische Armeen ins spanische Navarra und nach Katalonien. Die spanischen Truppen waren nicht mobilisiert, und die Franzosen kämpften gegen bewaffnete Bauern. Vergeblich versuchten die Franzosen, das katalanische Girona zu erobern. Zuvor hatte Bernardin Gigault, marquis de Bellefonds im Mai 1684 die Spanier am Ter geschlagen.
Auf dem nördlichen Kriegsschauplatz deckten Ludwig XIV. und Friedrich von Schomberg den erneuten Vorstoß auf Luxemburg. Die Belagerung von Luxemburg vom 27. April bis zum 7. Juni 1684 war die bedeutendste Auseinandersetzung dieses Krieges zwischen Frankreich und Spanien. Die Stadt wurde am 7. Juni 1684 durch François de Créquy eingenommen.
Ein Nebenkriegsschauplatz war Genua, das von Frankreich als spanienfreundlich eingeschätzt wurde. Die Stadt hatte für Spanien Galeeren gebaut, dafür wurde sie von der französischen Flotte unter Abraham Duquesne bombardiert. Große Teile der Stadt, darunter auch der Dogenpalast, wurden durch 14.000 Granaten zerstört. Anschließend wurde Genua gebrandschatzt und geplündert.
Nach der Eroberung Luxemburgs marschierten die Franzosen auf Trier und nahmen die Stadt ein. Die Festungswerke wurden zerstört. Mit Billigung des Kölner Kurfürsten rückten französische Truppen auch in Kurköln ein.
Leopold I. war zeitweise versucht, gegen das französische Vorgehen gewaltsam vorzugehen, und ließ Truppen in Richtung Rhein marschieren. Letztlich entschied er sich dagegen, weil der Krieg gegen die Osmanen wichtiger schien. Auch versuchte er vergeblich, Friedrich Wilhelm von Brandenburg von seinem Bündnis mit Frankreich abzubringen. Ohne Hilfe anderer Mächte konnte Spanien die Franzosen nicht aus Luxemburg vertreiben.

## Kriegsende und Folgen

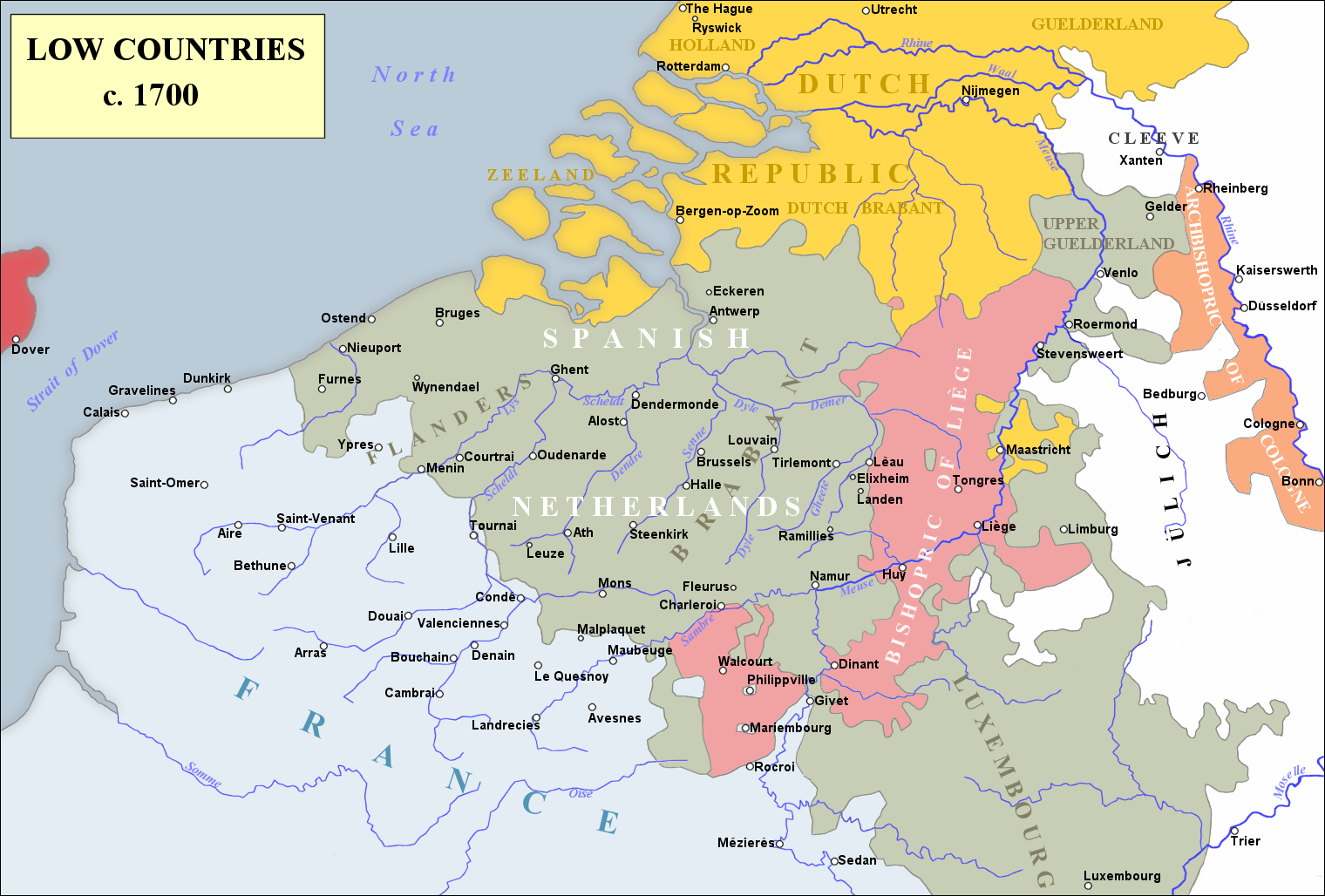
Spanische Niederlande um 1700

Mit der Eroberung von Luxemburg hatte Ludwig XIV. sein wichtigstes Kriegsziel erreicht und bemühte sich um Frieden. Es gelang ihm, die Niederlande zu einem Separatfrieden zu bewegen. Gegen den Willen von Wilhelm III. schlossen die Niederlande am 23. Juni einen auf zwanzig Jahre befristeten Frieden.
Das endgültige Ende des Krieges wurde mit dem Frieden von Regensburg, auch Regensburger Stillstand, am 15. August 1684 besiegelt. Darin musste Spanien auf Luxemburg, Bouvines, Chimay und Beaumont verzichten. Nach der Zerstörung ihrer Festungswerke kamen Courtrai und Diksmuide zurück an Spanien. Danach wurden Ludwig XIV. alle bis 1681 durchgeführten Erwerbungen im Rahmen der Reunionspolitik sowie der Besitz von Straßburg und Kehl für zwanzig Jahre zugestanden. Frankreich hatte damit Zeit gewonnen, die erworbenen Gebiete auf Dauer zu integrieren. Allerdings brachte Ludwig XIV. durch seine Expansionspolitik die europäischen Mächte gegen sich auf. Umgekehrt hatte der Kaiser mit dem Friedensschluss den Rücken frei, um offensiv gegen die Osmanen vorzugehen und diese aus Ungarn zu vertreiben. Dadurch gewann der Kaiser im Westen wieder Spielraum. Der Friede von Regensburg hielt nur vier Jahre, ehe mit dem Pfälzischen Erbfolgekrieg ein großer europäischer Krieg ausbrach.